# Periodisme immersiu
El periodisme immersiu fa referència a l'ús de tecnologies 3D i gravació i recepció 360°, per a crear en l'usuari la il·lusió d'estar present en determinats esdeveniments amb una perspectiva en primera persona. D'aquesta manera, el periodisme habitual fa un tomb i el consumidor pot passar a ser ara el protagonista, situant-lo en el lloc dels fets de la notícia i en un estadi de "presència social", des del qual pot entendre millor les circumstàncies, desenvolupar un sentiment d’empatia i, fins i tot, experimentar les emocions que evoquen la realitat que està sent representada.

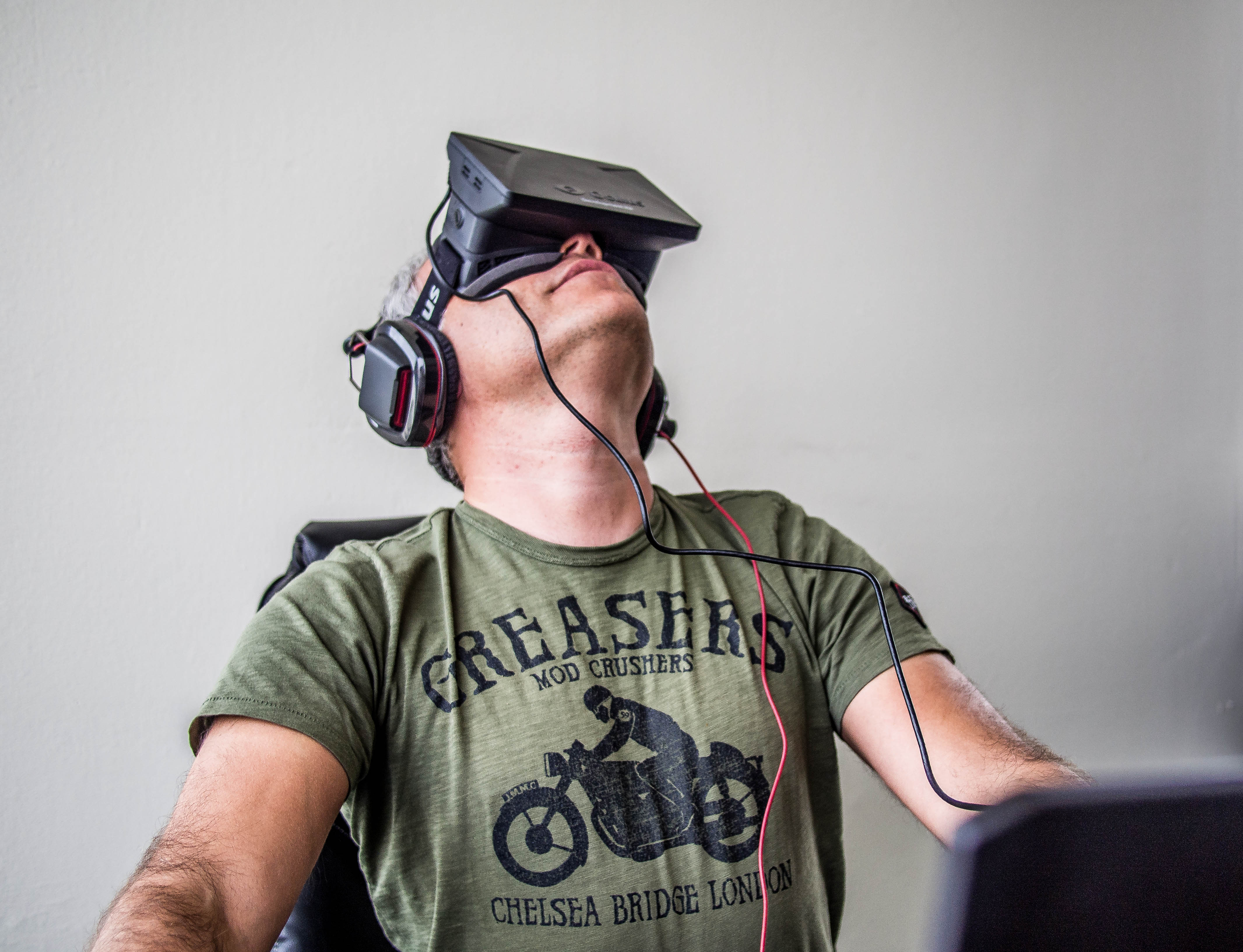
Dispositiu Oculus Rift des del qual viure experiències immersives

## Història
Sembla que el primer experiment de periodisme immersiu fou realitzat el 2012 amb el projecte Hunger in L.A., creat per Nonny de la Peña, juntament amb Virtual Pyedog, USC Annenberg School of Communications and Journalism, i MxR Lab. Es tractava d'una simulació creada amb tecnologies de realitat virtual, que narrava la mort real d'un home diabètic quan feia cua en el banc d'aliments First Unitarian Church a Los Angeles. Tot i que les imatges no eren les vertaderes, s'utilitzà l'àudio real, enregistrat per un alumne de periodisme que es trobava en el lloc dels fets.
El 22 de setembre de 2014 el diari The Des Moines Register publicà un nou projecte anomenat Harvest of change (Collita de canvis). Narrava la història d'una família de pagesos d'Iowa, que reflectia alhora l'afectació que pateix aquest sector agrícola amb els canvis demogràfics i econòmics d'Amèrica. A partir de les tecnologies de realitat virtual i els vídeos de 360°, es portà als espectadors a realitzar un recorregut per la recreació virtual de la granja de la família Dammann, del sud-oest d’Iowa.
Més tard, el 6 de desembre de 2014, la companyia de radiodifusió pública de Finlandia, YLE, va publicar Paradaise VR, la primera experiència immersiva d'un esdeveniment real en 360°. Aquesta conduïa a l'espectador al centre de l'Oceà Pacífic, a l'atol d'Enewetak a les Illes Marshall, fent que pogués viure en primera persona l'explosió de la primera bomba d'hidrogen de la història l'any 1952. Aquest succés fou recreat amb realitat virtual, però després del viatge al passat, el documental permetia passejar per les illes en l'actualitat del moment, pel dipòsit de deixalles radioactives, el Runit Dome, i conèixer l'entorn i persones que vivien en el territori.
A partir de llavors, multitud de vídeos testimoniant la realitat en formats de 360° varen començar a ser creats. En destaquen per ordre: Millions March NYC 12.13.14 de Chis Milk i Spike Jonze (gener del 2015), l'aplicació NYTVR per telèfon mòbil del diari The New York Times (22 d'abril del 2015), la retrensmisió de E-mag 360 a France TV (24 de maig - 7 de juny de 2015), What's it like in the "Jungle"? de BBC News (27 de juny de 2015) The Suite Life i el canal The Big Story de Associated Press (23 de juliol de 2015 i 27 de febrer de 2016), l'aplicació mòbil Discovery VR de Discovery Channel (27 d'agost de 2015), Inside Syria VR de ABC News (16 de setembre de 2015), el reportatge interactiu del Hajj (peregrinació islàmica) de Al Jazeera (17 de setembre de 2015), la retransmissió en directe en 360° del debat presidencial demòcrata de les eleccions americanes de 2016 des de la CNN (13 d'octubre de 2015), Behind the scenes with a ballerina at Lincoln Center de The Wall Street Journal (4 de novembre de 2015), etc. Altres canals, diaris i empreses com: The Washington Post, RTVE, Sky News, Antena 3, Immersive Journalism Lab, Chosun Ilbo, Bild, USA Today, Clarín, The Huffington Post, i El País; varen afanyar-se també a realitzar continguts immersius en els primers dos anys del seu descobriment.

## L'ètica del periodisme immersiu
A mesura que la pràctica d'aquest fenomen ha esdevingut més freqüent, s'ha donat peu a debats i qüestionaments sobre l'ètica d'aquest nou periodisme.

### Manipulació de l'entorn
Algunes de les qüestions que més debat han comportat, han estat les de la manipulació de l'entorn. Per una banda l'eliminació o afegiment d'elements en l'edició dels vídeos i, d'altra banda, els riscos de la recreació de fets amb realitat virtual.
Sovint en els documentals immersius de 360° s'opta per eliminar o tapar el trípode on se subjecta la càmera o ombra d'aquest, com també la no mostra dels periodistes en l'escena. Tanmateix, la pràctica d'eliminar elements de la realitat, porta també al plantejament d'afegir-ne. Així doncs, sorgeixen les preguntes: és correcte modificar l'espai incloent o eliminant elements? Fins a quin punt és oportú suprimir o afegir components, on hi ha el límit? Si es tracta de contingut audiovisual periodístic, s'hauria de modificar la realitat? Segons la declaració de la Radio Television Digital News Association inclosa en el seu Codi Ètic i de Conducta Professional adoptat el 2000: "els periodistes electrònics no haurien de presentar imatges o sons que són recreats sense informar el públic".
D'altra banda, la recreació de fets reals amb tecnologies de realitat virtual, porta a l'espectador a qüestionar-se fins a quin punt la representació és fidel a la realitat i si els fets succeïren d'aquella manera. "Més enllà dels aspectes tècnics o de l'ordre cronològic dels fets, entre altres aspectes, Horsfield (2003) es qüestiona què és virtual i què és real en els entorns generats per ordinador." (Perez-Seijo, 2019). Així doncs, els creadors d'aquests continguts han de ser molt curosos amb la recreació de la realitat.

### La influència del periodista
Com comenta Pérez-Seijo a La ética del Periodismo Inmersivo a debate, el grau d'influència i decisió que pugui tenir el periodista en el format en què és enregistrada la realitat, també pot fer ballar les bases del periodisme. És a dir, el fet de forçar un determinat pla o acció per part dels presents està, en certa manera, manipulant la realitat i no permetent l'espontaneïtat de l'escena. Es podria doncs, arribar a qüestionar si aquestes pràctiques no impliquen per consegüent la consideració dels treballs, com a uns mals projectes periodístics. (Perez-Seijo, 2019)

### Mostra de contingut sensible
En el periodisme i documental immersiu, és habitual la presència d'escenes i realitats molt crues, que porten a iniciar de nou debats respecte a la seva conveniència en la realitat virtual. Així doncs, figures com Paul Martin Lester o Alice Pairo-Vasseur, reivindiquen la seva por a les conseqüències que el visionament d'aquests continguts pugui provocar en l'espectador. Aquesta última remarcava: "Què passa si, per exemple, un veterà que pateix estrès posttraumàtic visiona un vídeo 360° d'una explosió d'una bomba al cor d'Alep?". D'altres com Anthony Adornato es decanten més per la indicació al públic dels continguts presents en els vídeos, deixant així a les seves mans la decisió de veure'ls o no.
D'altra banda, s'ha criticat també l'ús de la música extradiegètica en la mostra de seqüències dures, dramatitzant així els fets. És aquí on es troba la línia entre el periodisme i el cinema que, tot i en aquest cas estar els dos filmats, presenten uns valors diferents. Sembla doncs, que alguns documentals que s'han inclinat massa cap un vessant cinematogràfica, han acabat sent jutjats per voler incitar al morbo d'unes imatges èpiques i sensacionalistes i no mostrar la realitat, tasca que pertoca al periodisme. (Perez-Seijo, 2019)

### Les fonts i mitjans d'informació
Finalment i, com tot periodisme, el periodisme immersiu s'ha de nodrir de fonts fiables i rigoroses, que dotin als projectes de credibilitat. D'altra banda, ha d'aconseguir la informació a partir de mitjans lícits, és a dir, sense mètodes dubtosos de la seva legalitat, ja que aquestes pràctiques són sancionades pel codi jurídic.

## A escala nacional
Segons els resultats de l'estudi realitzat per Miguel Barreda Ángeles, Periodismo inmersivo en España: Análisis de la primera generación de contenidos periodísticos en realidad virtual, la producció espanyola del 2018 es basava en l'ús de les tecnologies barates i accessibles als usuaris, però amb un potencial d'interactivitat molt limitat; entenent així que el periodisme immersiu en l'àmbit espanyol encara es trobava en una fase d'experimentació formal i de desenvolupament d'un llenguatge propi.
A Barcelona, el 15 de desembre de 2020 se celebrà el primer festival de documentals immersius del món. Aquest prengué el nom de XRDOCS i tingué lloc al centre d'arts digitals IDEAL de Barcelona. Primerament es dugué a terme una conferència amb tres dels directors participants del festival, DjClark, Victòria Mappelbeck i Jörg Courtial & Maria Courtial, els quals parlaren de la importància de la narrativa documental immersiva en l'actualitat. Més tard foren visionats cinc documentals immersius premiats en altes certàmens internacionals. Les cinc històries projectades permeteren al públic ser partícip de realitats molt diverses del nostre món, es projectaren:
- Battleground Polyus: dirigit per DJ Clark, relata les protestes del 2019 a Hong Kong.[17]
- VR Free (We are free): dirigit per Milad Tangshir, descriu diversos moments dins de les presons Lorusso i Cutugno, a Torí.[18]
- The waiting room: dirigit per Victoria Mapplebeck, explica l'experiència de tractament i superació del seu càncer de mama.[19]
- Everest: diridit per Jon Griffith, exposa les dificultats d'escalar l'Everest sense oxigen.[20]
- 1st step: dirigit per Jörg Courtial i Maria Courtial, explica l'arribada a la lluna.[21]